# Nabicula flavomarginata
Nabicula flavomarginata är en insektsart som först beskrevs av Clarke H. Scholtz 1847.  Nabicula flavomarginata ingår i släktet Nabicula och familjen fältrovskinnbaggar. Inga underarter finns listade i Catalogue of Life.